# Národní ženská síň slávy

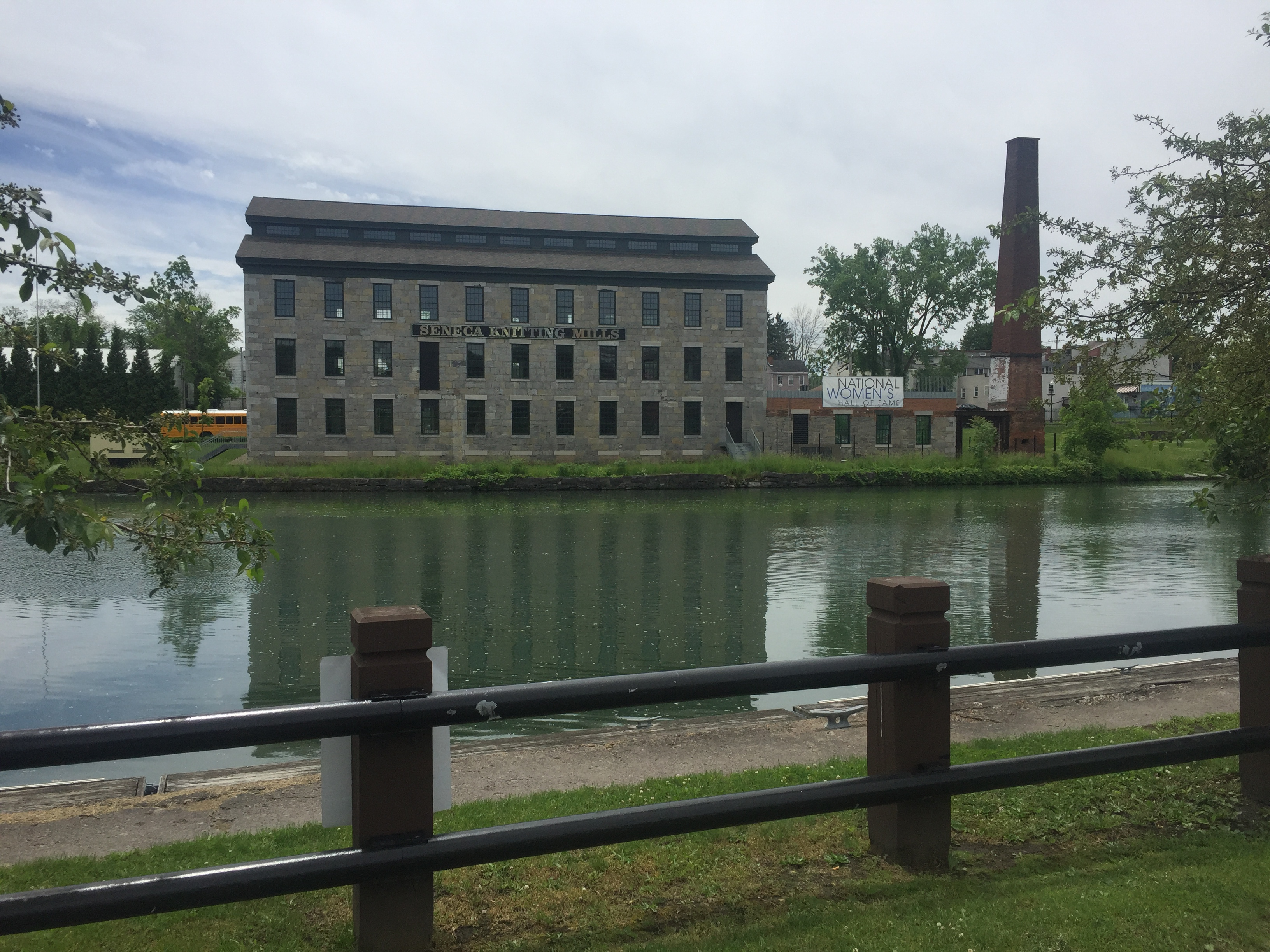
Národní ženská síň slávy, Seneca Knitting Mill (2022)

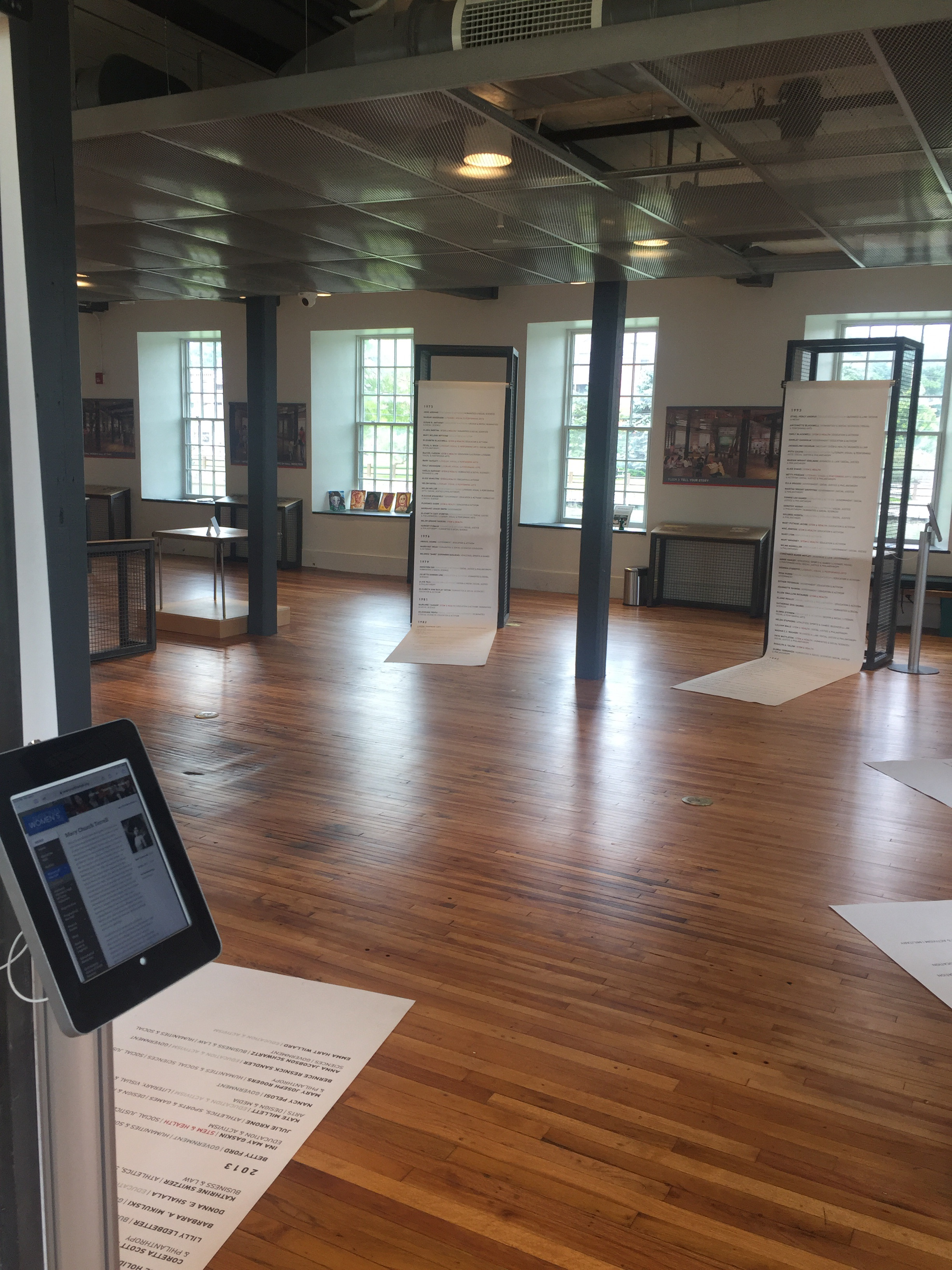
Interiér, Seneca Knitting Mill

Národní ženská síň slávy (National Women's Hall of Fame, NWHF) je americká instituce založená za účelem ocenění žen. Byla založena v roce 1969 ve městě Seneca Falls ve státě New York. První čestné členky byly uvedeny do Síně slávy v roce 1973. K roku 2024 bylo do Síně slávy uvedeno 312 osobností.
Osobnosti nominují zástupci veřejnosti z nominovaných pak vybírá porota na základě jim přisuzovaných změn, kterými se vyznamenaly a které ovlivňují sociální, ekonomické nebo kulturní aspekty společnosti významného národního nebo globálního dopadu a trvalých hodnot jejich úspěchů. Slavnostní uvedení se koná každý lichý rok na podzim, přičemž jména žen, které mají být poctěny, se na začátku jara, obvykle během března, měsíce historie žen.
NWHF je soukromá nezisková organizace, která je financována z filantropie, vstupného a dalších příjmů.

## Umístění
Národní ženská síň slávy sídlila v Eisenhower College až do přelomu let 1979 a 1980, kdy si organizace pronajala historickou budovu banky v historické čtvrti Seneca Falls. Historická banka byla zrekonstruována, aby v ní mohla být umístěna stálá expozice NWHF, historické artefakty a kanceláře. V srpnu 2020 otevřela Národní ženská síň slávy svého třetího a posledního domova: historické budovy Seneca Knitting Mill, která se nachází naproti kanálu Národního historického parku ženských práv, jehož součástí je Wesleyanská kaple, kde se v roce 1848 konalo první shromáždění za ženská práva, událost, která odstartovala hnutí za ženská práva v Americe.

## Laureátky
1973
- Jane Addams
- Marian Anderson
- Susan B. Anthony
- Clara Barton
- Mary McLeod Bethune
- Elizabeth Blackwell
- Pearl S. Buck
- Rachel Carson
- Mary Cassatt
- Emily Dickinson
- Amelia Earhart
- Alice Hamilton
- Helen Hayes
- Helen Keller
- Eleanor Roosevelt
- Florence Sabin
- Margaret Chase Smith
- Elizabeth Cady Stanton
- Helen Brooke Taussig
- Harriet Tubman

1976
- Abigail Adams
- Margaret Mead
- Mildred Didrikson Zaharias

1979
- Dorothea Dix
- Juliette Gordon Low
- Alice Paul
- Elisabeth Anna Bayley Seton

1981
- Margaret Sanger
- Sojourner Truth

1982
- Carrie Chapman Catt
- Frances Perkins

1983
- Belva Lockwood
- Lucretia Mott

1984
- Mary “Mother” Harris Jones
- Bessie Smith

1986
- Barbara McClintock
- Lucy Stone
- Harriet Beecher Stowe

1988
- Gwendolyn Brooks
- Willa Cather
- Sally Ride
- Ida B. Wells

1990
- Margaret Bourke-White
- Barbara Jordan
- Billie Jean King
- Florence B. Seibert

1991
- Gertrude Belle Elion

1993
- Ethel Percy Andrus
- Antoinette Blackwell
- Emily Blackwell
- Shirley Chisholm
- Jacqueline Cochran
- Ruth Colvin
- Marian Wright Edelman
- Alice Evans
- Betty Friedan
- Ella Grasso
- Martha Wright Griffiths
- Fannie Lou Hamer
- Dorothy Height
- Dolores Huerta
- Mary Jacobi
- Mae Jemison
- Mary Lyon
- Mary Mahoney
- Wilma Mankiller
- Constance Baker Motley
- Georgia O’Keeffe
- Annie Oakley
- Rosa Parks
- Esther Peterson
- Jeannette Rankin
- Ellen Swallow Richards
- Elaine Roulet
- Katherine Siva Saubel
- Gloria Steinem
- Helen Stephens
- Lillian Wald
- Madam C. J. Walker
- Faye Wattleton
- Rosalyn S. Yalow
- Gloria Yerkovich

1994
- Bella Abzug
- Ella Baker
- Myra Bradwell
- Annie Jump Cannon
- Jane Cunningham Croly
- Catherine East
- Geraldine Ferraro
- Charlotte Perkins Gilman
- Grace Hopper
- Helen LaKelly Hunt
- Zora Neale Hurston
- Anne Hutchinson
- Frances Wisebart Jacobs
- Susette La Flesche
- Louise McManus
- Maria Mitchell
- Antonia Novello
- Linda Richards
- Wilma Rudolph
- Betty Bone Schiess
- Muriel Siebert
- Nettie Stevens
- Oprah Winfrey
- Sarah Winnemucca
- Fanny Wright

1995
- Virginia Apgar
- Ann Bancroft
- Amelia Bloomer
- Mary Breckinridge
- Eileen Collins
- Elizabeth Hanford Dole
- Anne Dallas Dudley
- Mary Baker Eddy
- Ella Fitzgerald
- Margaret Fuller
- Matilda Joslyn Gage
- Lillian Moller Gilbreth
- Nannerl O. Keohane
- Maggie Kuhn
- Sandra Day O’Connor
- Josephine St. Pierre Ruffin
- Patricia Schroeder
- Hannah Greenebaum Solomon

1996
- Louisa May Alcott
- Charlotte Bunch
- Franziska Xaviera Cabrini
- Mary Hallaren
- Oveta Culp Hobby
- Wilhelmina Cole Holladay
- Anne Morrow Lindbergh
- Maria Goeppert-Mayer
- Ernestine Rose
- Maria Tallchief
- Edith Wharton

1998
- Madeleine Albright
- Maya Angelou
- Nellie Bly
- Lydia Moss Bradley
- Mary Steichen Calderone
- Mary Ann Shadd Cary
- Joan Ganz Cooney
- Gerty Cori
- Sarah Grimké
- Julia Ward Howe
- Shirley Ann Jackson
- Shannon Lucid
- Katharine Dexter McCormick
- Rozanne L. Ridgway
- Edith Nourse Rogers
- Felice Schwartz
- Eunice Kennedy Shriver
- Beverly Sills
- Florence Wald
- Angelina Grimké Weld
- Chien-Shiung Wu

2000
- Faye Glenn Abdellah
- Emma Smith DeVoe
- Marjory Stoneman Douglas
- Mary Dyer
- Sylvia A. Earle
- Crystal Eastman
- Jeanne Holm
- Leontine T. C. Kelly
- Frances Oldham Kelsey
- Kate Mullany
- Janet Reno
- Anna Howard Shaw
- Sophia Smith
- Ida Tarbell
- Wilma L. Vaught
- Mary Edwards Walker
- Annie Dodge Wauneka
- Eudora Welty
- Frances Willard

2001
- Dorothy H. Andersen
- Lucille Ball
- Rosalynn Carter
- Lydia Maria Child
- Bessie Coleman
- Dorothy Day
- Marian de Forest
- Althea Gibson
- Beatrice A. Hicks
- Barbara Holdridge
- Harriet Williams Russell Strong
- Emily Howell Warner
- Victoria Woodhull

2002
- Paulina Wright Davis
- Ruth Bader Ginsburg
- Katharine Graham
- Bertha Holt
- Mary Engle Pennington
- Mercy Otis Warren

2003
- Linda G. Alvarado
- Donna de Varona
- Gertrude Ederle
- Martha Matilda Harper
- Patricia Roberts Harris
- Stephanie L. Kwolek
- Dorothea Lange
- Mildred Robbins Leet
- Patsy Takemoto Mink
- Sacagawea
- Anne Sullivan Macy
- Sheila E. Widnall

2005
- Florence Ellinwood Allen
- Ruth Fulton Benedict
- Betty Bumpers
- Hillary Clinton
- Rita Rossi Colwell
- Mother Marianne Cope
- Maya Y. Lin
- Patricia A. Locke
- Blanche Stuart Scott
- Mary Burnett Talbert

2007
- Eleanor K. Baum
- Julia Child
- Martha Coffin Pelham Wright
- Swanee Hunt
- Winona LaDuke
- Elisabeth Kübler-Ross
- Judith L. Pipher
- Catherine Filene Shouse
- Henrietta Szold

2009
- Louise Bourgeois
- Mildred Cohn
- Karen DeCrow
- Susan Kelly-Dreiss
- Allie B. Latimer
- Emma Lazarus
- Ruth Patrick
- Rebecca Talbot Perkins
- Susan Solomon
- Kate Stoneman

2011
- Katharine Drexel
- Dorothy Harrison Eustis
- Loretta C. Ford
- Abby Kelley Foster
- Helen Murray Free
- Billie Holiday
- Coretta Scott King
- Lilly Ledbetter
- Barbara A. Mikulski
- Donna E. Shalala
- Kathrine Switzer

2013
- Betty Ford
- Ina May Gaskin
- Julie Krone
- Kate Millett
- Nancy Pelosi
- Mary Joseph Rogers
- Bernice Sandler
- Anna Schwartz
- Emma Willard

2015
- Tenley Albright
- Nancy Brinker
- Martha Graham
- Marcia Greenberger
- Barbara Iglewski
- Jean Kilbourne
- Carlotta Walls LaNier
- Philippa Marrack
- Mary Harriman Rumsey
- Eleanor Smeal

2017
- Matilda Raffa Cuomo
- Temple Grandin
- Lorraine Hansberry
- Victoria Jackson
- Sherry Lansing
- Clare Boothe Luce
- Aimée Mullins
- Carol A. Mutter
- Janet D. Rowley
- Alice Waters

2019
- Gloria Allred
- Angela Davis
- Flossie Wong-Staal
- Jane Fonda
- Rose O’Neill
- Louise Slaughter
- Sonia Sotomayor
- Laurie Spiegel
- Diane von Furstenberg

2020
- Mary Church Terrell
- Barbara Hillary
- Barbara Rose Johns
- Henrietta Lacks
- Toni Morrison
- Aretha Franklin

2021
- Octavia E. Butler
- Judy Chicago
- Rebecca Halstead
- Mia Hamm
- Joy Harjo
- Emily Howland
- Katherine Johnson
- Indra Nooyi
- Michelle Obama

2024
- Patricia Bath
- Ruby Bridges
- Elouise Cobell
- Kimberlé Crenshaw
- Peggy McIntosh
- Judith Plaskow
- Loretta Ross
- Sandy Stone
- Anna Wessels Williams
- Serena Williams